# マンガ日本人と天皇
『マンガ 日本人と天皇』（まんが にほんじんとてんのう）は、原作：雁屋哲、作画：シュガー佐藤による日本の漫画作品。1998年（平成10年）から2000年（平成12年）にかけて週刊『金曜日』に連載された。連載時の題名は『日本人と天皇』であり、雑誌連載時はマンガのみであったが、単行本では雁屋の解説文が追加された。2000年（平成12年）12月にいそっぷ社から単行本が、2003年（平成15年）4月に講談社から文庫本が出版された。2007年（平成19年）9月に韓国語版が出版された。「日本マンガ史上最も過激な問題作」と言われる。2019年4月、天皇交代に合わせて新装増補版がいそっぷ社から出版された。

## 書誌情報

### 連載情報
| 章数  | 雑誌       | 発行日付                |
| ----- | ---------- | ----------------------- |
| 第1章 | 週刊金曜日 | 1998年10/23号 - 11/27号 |
| 第2章 | 週刊金曜日 | 1999年1/15号 - 2/12号   |
| 第3章 | 週刊金曜日 | 1999年3/12号 - 4/9号    |
| 第4章 | 週刊金曜日 | 1999年5/21号 - 6/18号   |
| 第5章 | 週刊金曜日 | 1999年7/23号 - 8/27号   |
| 第6章 | 週刊金曜日 | 1999年10/1号 - 11/12号  |
| 第7章 | 週刊金曜日 | 2000年1/14号 - 2/11号   |

### 単行本
- 雁屋哲作、シュガー佐藤画『マンガ日本人と天皇』いそっぷ社、2000年12月。ISBN 978-4-900963-12-2。
- 雁屋哲作、シュガー佐藤画『マンガ日本人と天皇　近代天皇制とはなにか』講談社〈講談社＋α文庫〉、2003年4月。ISBN 978-4-06-256726-8。
- 테츠 카리야 (지은이); 슈가 사토(그림) (2007-09-10). 일본인과 천황. 김원식 (옮긴이). 이미지프레임(길찾기). ISBN 978-89-6052-122-3 - 韓国語版。